# Susanna Rafart i Corominas
Susanna Rafart i Corominas (Ripoll, 1962) és poeta i autora de prosa de ficció i d'assaig. Es llicencia en Filologia Hispànica (1985) i Filologia Catalana (1992) per la Universitat Autònoma de Barcelona i després treballa com a professora agregada de Llengua i Literatura Espanyoles en escoles de Secundària. Actualment es dedica a la crítica literària en diverses publicacions, tasca que compagina amb l'organització de projectes culturals. Col·labora regularment amb diversos mitjans de comunicació, com ara el diari Avui, la revista Caràcters i diverses cadenes radiofòniques.
Entre els seus llibres de poesia cal destacar Pou de glaç (2002), guanyador del Premi Carles Riba 2001, Retrat en blanc (2004) i Baies (2005). La seva obra poètica ha estat inclosa en diverses antologies i traduïda a diferents llengües. Aquesta faceta poètica es completa amb traduccions de les obres d'Yves Bonnefoy, Dino Campana i Salvatore Quasimodo.
L'autora també ha publicat obres de ficció, entre altres La inundació (2003), Les tombes blanques (2008) i Un cor grec (2006). A més, ha publicat diversos llibres per a nens.
La seva obra ha estat guardonada amb diferents premis, entre altres el Premi Cavall Verd (que atorga l'Associació d'Escriptors en Llengua Catalana) en les categories de traducció i poesia, i el Premi de la Crítica Serra d'Or.
La veu poètica de Susanna Rafart està feta de “paraules elegants i delicades, ben escollides i tallades amb precisió perquè ocupin el seu lloc dins el vers com les tessel·les d'un mosaic. […] sense cap dissonància ni toc de trompetes, sense vulgaritat ni rampells, tot és dit amb la subtilesa i la tendresa de la mà que acarona un gat”.
El 19 de maig de 2025 va presentar al Teatre Romea l'espectacle "Dietari del puma. Una mutació", un recorregut sensorial i reflexiu a través de la metàfora del puma, un animal escollit per la seva bellesa, instint i capacitat de supervivència

## Premis
- 1979 Premi Extraordinari de Poesia de les Valls d'Andorra
- 1995 Senyoriu d'Ausiàs March
- 1999 Ciutat de Palma
- 2001 Carles Riba
- 2006 Premi Cavall Verd de traducció poètica per Obra poètica de Salvatore Quasimodo
- 2004 Premi Crítica Serra d'Or
- 2008 Premi Qwerty BTV
- 2010 Premi Rovira i Virgili
- 2012 Premi Cadaqués a Rosa Leveroni
- 2021 Premi Miquel de Palol de poesia
- 2025 Premi Serra d'Or de poesia per Contracant[5]

## Obra

### Poesia
- 1996 Olis sobre paper
- 1997 A cor què vols
- 1999 Reflexió de la llum
- 2000 Jardins d'amor advers
- 2002 Pou de glaç
- 2004 Retrat en blanc
- 2005 Baies
- 2010 L'ocell a la cendra
- 2011 La mà interior
- 2011 En la profunda onada. Girona: Curbet.
- 2013 La llum constant
- 2022 El saüc i la forja : antologia (2001-2021). Pagès editors

### Prosa

#### Contes infantils
- 1993 Els gira-sols blau
- 1995 El pirata 101

#### Reculls de contes
- 2000 La pols de l'argument
- 2003 La inundació
- 2008 Les tombes blanques

#### Dietaris, narrativa i assagística
- 2006 Un cor grec
- 2011 Gaspara i jo
- 2012 Els xiprers tentaculars. El paisatge en l'obra de Maria Àngels Anglada
- 2015 Crisàlide. Pastoral en si menor
- 2017 Dies d'agost. Girona: Curbet.
- 2018 La fugida d'Urània. Salt: Ela Geminada.
- 2023 Les roses a frec de l'hivern. Palma: Lleonard Muntaner.

### Traduccions
- 2006 Principi i fi de la neu (Trucs i baldufes) , Yves Bonnefoy
- 2007 Aforismes, Leonardo Da Vinci
- 2007 Cants órfics, Dino Campana
- 2007 Obra poètica, Salvatore Quasimodo (amb Eduard Escoffet)

### Traduccions de la seva obra
- 2005 Πоеэия (al búlgar)
- 2005 Molino en llamas (al castellà)
- 2005 Pozzo di neve (a l'italià)
- 2006 Moulin en flames (al francès)

### Altres
- 1999 Diccionari de la rima